# 狮溪镇
狮溪镇，是中华人民共和国贵州省遵义市桐梓县下辖的一个乡镇级行政单位。

## 行政区划
狮溪镇下辖以下地区：
烫山村、瓮生村、殷家坝村、箐坝村、狮溪村、界牌村、大兴村、黄坪村、白台村和瓦房村。